# Салимбай Прманов
село Салимбая Прманова (каз. Сәлімбай Пірманов ауылы, до 199? г. — Бирлестик) — село в Рыскуловском районе Жамбылской области Казахстана. Входит в состав Орнекского сельского округа. Код КАТО — 315051500.

## Население
В 1999 году население села составляло 696 человек (346 мужчин и 350 женщин). По данным переписи 2009 года, в селе проживали 792 человека (402 мужчины и 390 женщин).